# Cimitero di Coviolo
Il cimitero di Coviolo, anche chiamato nuovo cimitero suburbano di Coviolo, si trova a Coviolo, frazione di Reggio Emilia.

## Storia
È stato costruito all'inizio degli anni '80 e aperto poco dopo, come succursale periferica del Cimitero monumentale suburbano di Reggio Emilia.
L'amministrazione comunale affidò l'intervento sul nuovo cimitero suburbano della città quando i percorsi viari interni e alcuni servizi (camere mortuarie e alloggio custode) erano già in parte realizzati su progetto degli uffici tecnici municipali.

## Descrizione
L'accesso al cimitero comprende un nucleo centrale, non realizzato, costituito da un chiostro rettangolare porticato con la chiesa per le funzioni religiose dei credenti e lo spazio civile per le celebrazioni dei non credenti. Dal nucleo centrale è possibile raggiungere le diverse zone: i campi inumatori, i sepolcreti, l'ossario e il forno crematorio.
I sepolcreti sono suddivisi in due parti separate dal percorso pedonale principale alberato che ha, come fondale, l'ossario con uno spazio centrale quadrangolare a piramide rovesciata.
L'opera è volutamente antimonumentale e l'ossario rispetta tale impostazione.